# Karen Lunn
Karen Marie Lunn (Sydney, 21 maart 1966) is een Australisch, professioneel golfer. Ze woont in Surrey, Engeland.

## Amateur
In haar schooltijd won Karen Lunn al diverse grote toernooien.

### Gewonnen
- 1981: NSW Kampioenschap Foursomes met C. Longley.
- 1982: NSW Junior Amateur, NSW en Australisch Scholenkampioenschap, NSW Junior Kampioenschap Foursomes met L. Mullard
- 1983: NSW Scholenkampioenschap
- 1984: Queensland en Victoria Amateur Dames, Queenslans Amateur Junioren, Zuid-Australisch Strokeplay Kampioenschap (72 holes)

## Professional
Karen Lunn werd in 1985 professional. Zij heeft jarenlang op de verschillende tours gespeeld, waar zij tien overwinningen boekte en in 1993 aan de top van de LET-Money List stond, vooral omdat zij het Brits Opeb had gewonnen. 
Al in 1986 behaalde zij haar eerste overwinning.
Het jaar 2010 zal in haar geheugen blijven vanwege twee evenementen:
- In april zou zij met Karrie Webb meespelen in de Nations Cup, een toernooi waar 18 landen in teams van twee speelsters zouden spelen. Lunn kwam vanuit Coolangatta, Queensland, en deed er vanwege de aswolk 90 uren over, zij moest vijf verschillende vluchten nemen. Haar laatste vlucht vertrok van Dubai. Jenni Kuosa en Ursula Wikström  kwamen uit Finland met de auto, en deed en drie lange dagen over. Alle speelsters kwamen op tijd.
- Lunn heeft in haar hele carrière slechts eenmaal een hole-in-one gemaakt. Dit was op hole 9 van Golfclub Broekpolder tijdens het Dutch Ladies Open 2010. Ze kreeg hiervoor een jubileum uitgave van Omega's 'Constellation' model, dat een paarse wijzerplaat en een paarse krokodillenband heeft en omringd wordt door diamanten. De hole was die dag 178 meter lang, Lunn sloeg een ijzeren 6.

In 2004 werd Lunn voorzitter van de LET. Zij zette zich erg in om een Challenge Tour voor dames op te zetten. Er stonden in 2010 drie toernooien op het programma, die allen in Frankrijk werden gespeeld. De Tour kreeg de naam Ladies European Tour Access Series (LETAS).

### Gewonnen

#### Ladies European Tour
| Jaar | # | Golftoernooi(en)                                        |
| ---- | - | ------------------------------------------------------- |
| 1986 | 1 | Borlange Open                                           |
| 1988 | 1 | Godiva European Masters                                 |
| 1990 | 1 | BMW European Masters                                    |
| 1992 | 1 | Slovenian Open                                          |
| 1993 | 2 | KRP World Ladies Classic, Weetabix Women's British Open |
| 1997 | 2 | Amex Tour Player's Classic, Open de France Dames        |
| 2010 | 1 | Portugal Ladies Open                                    |
| 2012 | 1 | Lalla Meryem Cup                                        |

#### ALPG Tour
| Jaar | # | Golftoernooi(en)                       |
| ---- | - | -------------------------------------- |
| 1990 | 1 | Daikyo Ladies Challenge Series 2       |
| 2004 | 1 | Eden Country Club Pro-Am               |
| 2008 | 1 | Peugeot Kangaroo Valley ALPG Classic   |
| 2012 | 1 | ActewAGL Royal Canberra Ladies Classic |

#### Overige
- 1988: Thailand Ladies Open
- 1992: Malaysian Ladies Open